# عامل بناء
عامل بناء أو بناء (بالإنجليزية:Bricklayer) مصطلح يطلق على الشخص الذي يمارس عملية البناء سواء كانت بالطوب أو الطين أو ما شابه والمعنى العام يشير إلى أولئك الأشخاص الذين يستعملون كتل ضخمة لبناء الجدران أو الحواجز ما شابه.